# Pedraza (Kolumbia)
Pedraza – miasto w Kolumbii, w departamencie Magdalena.